# Albert II. Goriški
Albert II. (umrl leta 1327), član goriške hiše (dinastija Majnhardincev), je od leta 1323 vladal kot upravitelj Goriške grofije v imenu svojega nečaka grofa Janeza Henrika IV. Goriškega. Po očetu je podedoval le zemljišča v Pustriški dolini.

## Življenje
Albert II. je bil mlajši sin goriškega grofa Alberta I. in njegove žene Eufemije, hčerke šlezijskega vojvode Konrada I. Glogovskega. Bil je torej mlajši brat Henrika III., vladajočega goriškega grofa po očetovi smrti leta 1304. Podedoval je le zemljišča v Pustriški dolini. Ko je njegov brat leta 1323 umrl, je Albert deloval kot regent Henrikovega mladoletnega sina Janeza Henrika IV.
Albert se je poročil z Elizabeto, hčerko deželnega grofa Henrika I. Hessenskega in drugič z Eufemijo Mätschko, hčerko sodnega izvršitelja Ulrika II. Bil je oče:
- Elizabete, poročena z grofom Hermanom Vovbrškim († 1322) in drugič z grofom Viljemom Schaunberškim-Trüchsenskim
- Katarina se je poročila z Ulrikom Waldseejskim, ki je bil Štajerski deželni glavar
- Klara, poročena s Herdegenom Ptujskim, štajerskim feldmaršalom
- Katarina iz Neuhausa, poročena z Ulrikom Taufersom v Utenheimu
- Albert III. († 1374)
- Henrik IV. († 1361)
- Majnhard VI. († 1385)
- Margareta

Albertovi trije sinovi so nasledili goriške grofe po zgodnji smrti svojega bratranca Janeza Henrika IV. leta 1338.